# Dwayne Evans (Basketballspieler)
Dwayne Earl Evans (* 24. Januar 1992 in Bolingbrook, Illinois) ist ein US-amerikanischer Basketballspieler. Nach dem Studium in seinem Heimatland startete Evans erst ein Jahr verspätet 2015 eine professionelle Karriere in Deutschland. Nach einem Jahr beim Zweitligisten Gladiators Trier spielte er ab der Basketball-Bundesliga 2016/17 in der höchsten deutschen Spielklasse zunächst für die Gießen 46ers und dann für die MHP Riesen Ludwigsburg sowie Ratiopharm Ulm.

## Karriere
Nach dem Schulabschluss an der Nequa Valley High School in Naperville bekam Evans ein Stipendium der Saint Louis University, für die er ab 2010 in der Hochschulmannschaft Billikens in der Atlantic 10 Conference (A-10) der NCAA spielte. Bereits in seinem ersten Jahr konnte er mit 8,5 Punkten und 6,5 Rebounds pro Spiel auf sich aufmerksam machen und wurde in das „All-Rookie Team“ der A-10 gekürt. Nachdem die Billikens in Evans’ erster Saison ausnahmsweise eine negative Saisonbilanz aufgewiesen hatten, kehrten sie in Evans’ zweiter Saison zu einer positiven Bilanz zurück und sicherten sich zudem erstmals seit zwölf Jahren auch die Qualifikation für die landesweite NCAA-Endrunde. In der Endrunde verloren sie nach dem Auftaktsieg gegen die Memphis Tigers im folgenden Spiel den in ihrer Region höchstgesetzten Michigan State Spartans knapp mit 61:65, wobei dem späteren Olympiasieger und NBA-All-Star Draymond Green ein Double-Double gelang. Nach dem Tode von Trainer Rick Majerus im folgenden Dezember konnte sein ehemaliger Assistent Jim Crews die Billikens in der Erfolgsspur halten und diese erreichten nach dem Titelgewinn in der Saisonhauptrunde sowie im „Conference Tournament“ der A-10 erneut die Endrunde, in der sie diesmal im zweiten Spiel den niedriger eingestuften Oregon Ducks überraschend deutlich unterlagen. In Evans’ letzter NCAA-Saison erreichten die Billikens erneut die beste Saisonbilanz der A-10, verloren aber im „Conference Tournament“ als Titelverteidiger gleich ihr Auftaktspiel gegen die St. Bonaventure Bonnies. Ihr nächstes Spiel in der NCAA-Endrunde gegen das NC State Wolfpack konnten sie dann nach Verlängerung gerade noch gewinnen, bevor sie zum dritten Mal in Folge ihr zweites Spiel am Auftaktwochenende der NCAA-Endrunde gegen den Titelverteidiger Louisville Cardinals verloren. Individuell erreichte Evans zum zweiten Mal in Folge eine Auszeichnung als „All-A-10 First Team“ und erzielte für die Billikens über vier Jahre hinweg insgesamt 1.499 Punkte und 942 Rebounds.
Nachdem Evans im NBA-Draft 2014 von keinem Klub der NBA ausgewählt worden war, legte er zunächst wegen Beschwerden an der Patellasehne eine Pause ein. Erst zur darauffolgenden Saison machte er es seinem ehemaligen Mannschaftskameraden Cory Remekun nach und begann eine professionelle Karriere in der deutschen 2. Basketball-Bundesliga. Eine Klasse höher in der ProA 2015/16 spielte Evans für die Gladiators aus Trier, dessen Vorgängerklub lange Zeit erstklassig gespielt hatte. Trotz einem Jahr Pause erzielte Evans in nahezu jedem zweiten Spiel ein Double-Double und verpasste am Saisonende mit knapp 16 Punkten und 8,6 Rebounds pro Spiel eine solche Marke im Durchschnitt nur knapp. Die Moselaner erreichten bei ihrem Neuanfang in der zweiten Liga auf dem sechsten Platz auf Anhieb die Play-offs um den Aufstieg in die höchste Spielklasse. Nach dem glatten Erstrundenerfolg über die Kirchheim Knights verpassten sie sieglos in der Halbfinalserie gegen Science City Jena die sofortige Rückkehr einer Trierer Mannschaft in die Basketball-Bundesliga (BBL). In der höchsten Spielklasse durfte Evans trotzdem in der BBL-Saison 2016/17 spielen, nachdem er einen Vertrag beim Vorjahresaufsteiger 46ers aus Gießen bekam. Die Gießener erreichten wie im Vorjahr bei ihrer Rückkehr in die Bundesliga den neunten Rang und verpassten damit die Play-offs um die deutsche Meisterschaft nur sehr knapp. Einen Platz vor ihnen rangierten die MHP Riesen aus Ludwigsburg, die zur BBL-Saison 2017/18 der neue Arbeitgeber von Evans wurden. Mit den MHP Riesen nahm Evans erstmals auch an internationalen Vereinswettbewerben teil und zog über Qualifikationsrunden in das Hauptfeld der Champions League 2017/18 ein. Nachdem die MHP Riesen im Vorjahr bei der Premiere dieses Wettbewerbs noch knapp im Viertelfinale gescheitert waren, gelang ihnen diesmal mit Evans nach Siegen in den K.-o.-Runden über die deutschen Konkurrenten EWE Baskets Oldenburg und medi Bayreuth der Einzug in das Finalturnier.
Ende Juni 2018 wechselte er innerhalb der Bundesliga von Ludwigsburg zu Ratiopharm Ulm. Dort erreichte Evans im Spieljahr 2018/19 in mehreren statistischen Kategorien Mannschaftshöchstwerte, und zwar bei der Punktausbeute (14,3/Spiel), den Rebounds (6,4/Spiel) sowie den geblockten Würfen (0,5/Spiel). Er zog mit Ulm in die Meisterrunde der Bundesliga ein, unterlag dort in der ersten Runde aber Alba Berlin mit 0:3-Siegen.
Nach einem Jahr beim italienischen Erstligisten Dinamo Sassari (21 Ligaspiele: 14,1 Punkte, 7,1 Rebounds/Einsatz) nahm er Ende August 2020 ein Angebot der japanischen Mannschaft Ryukyu Golden Kings Okinawa an.